# NGC 225
NGC 225 je otevřená hvězdokupa v souhvězdí Kasiopeji s magnitudou 7,0. Objevila ji Caroline Herschel 27. září 1783.
Od Země je vzdálená přibližně 2 100 světelných let.

## Pozorování

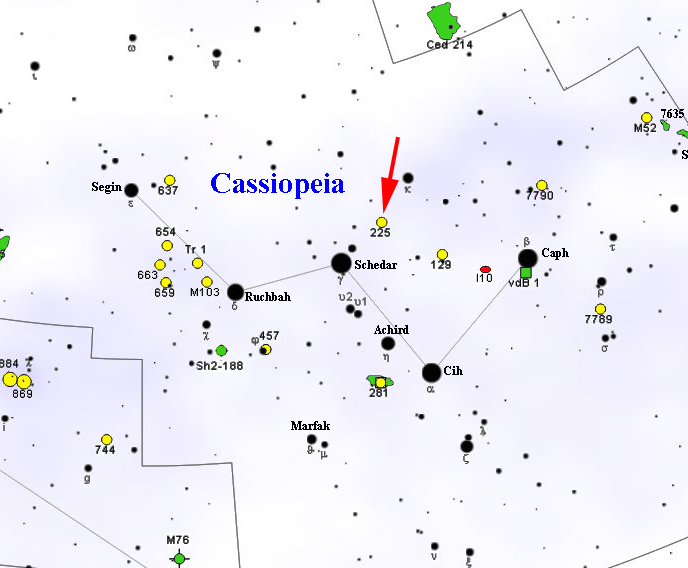
Poloha NGC 225 v souhvězdí Kasiopeji

Hvězdokupa se dá snadno vyhledat, protože se nachází téměř přesně v polovině cesty mezi jasnými hvězdami Gama Cassiopeiae (γ Cas) a Kappa Cassiopeiae (κ Cas). Leží ve hvězdném poli velmi bohatém na slabé hvězdy. Může být vyhledána i triedrem 10x50, ve kterém vypadá jako jasná skvrna posetá hrstkou málo nápadných hvězd. Pomocí dalekohledu o průměru 100 mm a větším je možné pozorovat dvacítku hvězd do 11. magnitudy, které jsou rozptýlené v oblasti o rozměru 12'. Hvězdná pole severním směrem vypadají silně zastíněná hustými oblaky prachu. Na fotografiích s dlouhou expozicí je v této oblasti viditelná reflexní mlhovina vdB 4.
Souhvězdím Kasiopeji prochází Mléčná dráha, proto se v okolí nachází mnoho dalších otevřených hvězdokup; z těch jasnějších jsou to například 2° jihozápadně NGC 129, 2,5° východně NGC 381, 5° východně Messier 103 a 5° jihovýchodně NGC 457.
Hvězdokupa má výraznou severní deklinaci, což je velká výhoda pro pozorovatele na severní polokouli, kde je hvězdokupa cirkumpolární, a to až do nižších středních zeměpisných šířek. Naopak na jižní polokouli vychází pouze velmi nízko nad obzor a jižně od tropického pásu není viditelná vůbec. Nejvhodnější období pro její pozorování na večerní obloze je od srpna do ledna.

## Historie pozorování
Hvězdokupu objevila Caroline Herschel 27. září 1783. Pozorovala ji pomocí zrcadlového dalekohledu o průměru 4,2 palce (106 mm) a oznámila to svému bratru Williamovi. Jeho syn John ji později znovu pozoroval a zařadil ji do svého katalogu mlhovin a hvězdokup General Catalogue of Nebulae and Clusters pod číslem 120.

## Vlastnosti
NGC 225 je málo zhuštěná hvězdokupa vzdálená od Země 2 100 světelných let, takže leží uvnitř ramene Persea, nedaleko od hvězdokupy NGC 133 a OB asociace Cepheus OB4. Ve směru pohledu na tuto hvězdokupu se rozprostírá soustava mlhovin, které se nachází v popředí hvězdokupy a mezi kterými vyniká temná mlhovina LDN 1297 a reflexní mlhovina vdB 4.
Stáří hvězdokupy je odhadováno na nejvýše 130 milionů let a horní hranice je určena přítomností hvězdy spektrální třídy B6,5, která ještě leží na hlavní posloupnosti. Obsahuje 28 hvězd do magnitudy 16,1 a jednoho pravděpodobného hvězdného uprchlíka. Celková hmotnost hvězdokupy je odhadována v rozsahu 59 až 88 {\displaystyle M_{\odot }}.